# Abū Ḥafṣ ʿUmar ibn Makkī aṣ-Ṣiqillī
Abū Ḥafṣ ʿUmar ibn Makkī aṣ-Ṣiqillī, spesso indicato semplicemente come Ibn Makkī (... – 1108), è stato un erudito arabo.
Discepolo del siciliano Ibn al-Birr, Ibn Makkī (detto "Il Mazarese") emigrò in Ifriqiya ai tempi della conquista normanna della Sicilia e divenne qāḍī di Tunisi.
È ricordato in particolare perché autore di un'opera, il Taṯqīf al-lisān wa talqīḥ al-ğanān (Emendamento della lingua e fecondazione dello spirito) sui barbarismi (laḥn = 'errore') che punteggiavano la lingua araba parlata nella Sicilia musulmana (o forse nel Maghreb in generale). L'opera, che rappresenta l'unica testimonianza del dialetto arabo di Sicilia parlato alla vigilia della conquista normanna, fa parte di una ricca tradizione sviluppatasi in ogni tempo tanto nel Maghreb quanto nel Mashrek. Non è però chiaro se gli errori evidenziati da Ibn Makkī siano stati desunti da osservazione diretta o dalla tradizione letteraria.
Tra gli esempi di errori linguistici commessi dai siciliani, Ibn Makkī segnala le pronunce laranǧ o aranǧ al posto della corretta nāranǧ ('arancia') e le forme lūmia e līmūna al posto della corretta laymūna ('limone').
Ibn Makkī fu quasi certamente siciliano, nonostante i dubbi di Michele Amari. Umberto Rizzitano, invece, escludeva che fosse cordovano, considerando che alcuni suoi frammenti poetici furono inclusi da Ibn al-Qaṭṭā' nella sua Antologia di poeti siciliani. Ibn Makkī, peraltro, fa riferimento ad errori che si fanno, egli dice, "nel nostro Paese", anche se non è chiaro se si riferisse alla Sicilia o al Maghreb, cui l'isola apparteneva. Il fatto che Ibn Makkī lamenti una lacuna nelle opere analoghe dei suoi predecessori fa pensare che egli intendesse collezionare solo errori "siciliani".
Ibn Makkī morì probabilmente nel 1108.